# سوسيكراتيس
سوسيكراتيس من رودس (باليونانية Σωσικράτης) (بالإنجليزية: Sosicrates of Rhodes)‏، :
هو مؤرخ يوناني ولد في جزيرة روديس، وقد اشتهر، بشكل خاص، بسبب التنويه المتكرر به من قبل ديوجينيس لايرتيوس في كتابه «حيوات وآراء الفلاسفة البارزين» مستشهداً بسوسيكراتيس كمرجع موثوق ومخمناً أنه اشتهر بعد هيرميبوس وقبل أبولودوروس، لذا، فإن من المرجح أنه عاش بين 200 – 128 قبل الميلاد. ادعى سوسيكراتيس أنه كتب «تركات الفلاسفة» مستشهداً بكل من أثينايوس وديوجينيس لايرتيوس. كما أنه ألف حول تاريخ كريت، رغم أن أياً من الأعمال المذكورة آنفاً لم ينج.